# Liste der denkmalgeschützten Objekte in Dorfstetten
Die Liste der denkmalgeschützten Objekte in Dorfstetten enthält die denkmalgeschützten, unbeweglichen Objekte der Gemeinde Dorfstetten.

## Denkmäler
| Foto |                 | Denkmal                                                                    | Standort                                       | Beschreibung | Metadaten |
| ---- | --------------- | -------------------------------------------------------------------------- | ---------------------------------------------- | --- | --- |
| ja   | Datei hochladen | Pfarrhof HERIS-ID: 49683 Objekt-ID: 53681                                  | Forstamt 6 Standort KG: Dorfstetten            | Der östlich der Kirche gelegene Pfarrhof ist ein zweigeschoßiger Bau mit Walmdach, der im Kern wohl aus dem späten 17. Jahrhundert stammt und nach einem Brand von 1739 wiederhergestellt wurde. 1833 erfolgte ein Umbau und eine Aufstockung. Im 20. Jahrhundert wurde das Gebäude verändert. Die Holztür zum Hof stammt aus der ersten Hälfte des 19. Jahrhunderts. | BDA-Hist.: Q38035449 Status: § 2a Stand der BDA-Liste: 2025-06-30 Name: Pfarrhof GstNr.: 973/1                                                         |
| ja   | Datei hochladen | Kath. Pfarrkirche hl. Ulrich und Friedhof HERIS-ID: 49682 Objekt-ID: 53680 | Forstamt 6, gegenüber Standort KG: Dorfstetten | Die am östlichen Ortsrand etwas erhöht gelegene und von einem Friedhof umgebene Pfarrkirche hl. Ulrich ist ein schlichter, barockisierter Saalbau mit gotischem Chor und spätbarockem Westturm. Das Langhaus, mit Satteldach und Lisenengliederung, wurde im 18. Jahrhundert unter Verwendung der Mauern des wohl gotischen Vorgängerbaus errichtet. Durch Lisenen ist auch der leicht eingezogene gotische Chor in der Höhe des Langhauses gegliedert. Am Chorschluss sind zwischen abgetreppten Strebepfeilern Maßwerkfenster zu sehen. Aus der Zeit um 1765 stammt der dreigeschoßige, vorgestellte Westturm, der mit rundbogigen Schallfenstern ausgestattet ist und von einem Uhrengiebel und einem Zwiebelhelm bekrönt wird. An der Südseite des Langhauses liegt ein Portalvorbau mit einer Fassade aus der Zeit um 1900. Der südliche Anbau am Chor ist möglicherweise gotisch. Die nördlich des Chors gelegene Aufbahrungshalle wurde um 1900 errichtet und 1964/1956 umgebaut. | BDA-Hist.: Q38035439 Status: § 2a Stand der BDA-Liste: 2025-06-30 Name: Kath. Pfarrkirche hl. Ulrich und Friedhof GstNr.: 1825 Pfarrkirche Dorfstetten |